# Взвейтесь, соколы, орлами! (песня)
«Взве́йтесь, со́колы, орла́ми!» — русская народная солдатская строевая песня. По наиболее вероятной версии впервые прозвучала на Калишских манёврах 1835 года. На протяжении длительного периода присутствует в российской и советской воинской традиции. Существует множество вариантов текста песни

## История
Песню долгое время относили ко временам Кавказских войн 1817-1864 гг., некоторые исследователи также предполагали, что она из эпохи Отечественной войны 1812 года.
Кандидат искусствоведения Михаил Черток пишет, что в настоящее время доподлинно установлено, что песня была сочинена и впервые прозвучала на Калишских манёврах в 1835 году. Эти совместные манёвры частей армий России и Пруссии происходили с 15 августа по 15 сентября 1835 года по соглашению российского императора Николая I и прусского короля Фридриха Вильгельма III вблизи города Калиш в знак подтверждения заключённого в 1813 году между Российской империей и Пруссией Калишского союзного договора.

## Версии песни
Черток пишет, что существует множество версий данной песни, каждый из которых «оброс своей отдельной историей». Современный вариант песни, используемый в российской армии, обработан деятелем русского зарубежья, руководителем Хора Российского наследия Валентином Мантулиным в 2004 году.

### Современный текст песни
Взвейтесь, соколы, орлами,
Полно горе горевать!
То ли дело под шатрами
В поле лагерем стоять.
Там бел город полотняный,
Морем улицы шумят,
Позолотою румяной
Медны маковки горят.
Там, едва заря настанет, –
Строй пехотный закипит,
Барабаном в небо грянет,
И штыками заблестит.
Закипит тогда войною
Богатырская игра,
Строй на строй пойдёт стеною,
И прокатится «Ура»!

### Предыдущие версии
Наиболее ранним сборником, в котором песня была опубликована, являлся «Сборник солдатских, казацких и матросских песен» Николая Весселя (слова) и Евгения Альбрехта (музыка), вышедший в Санкт-Петербурге в 1875 году. Черток пишет, что мелодическая линия в сборнике Весселя и Альбрехта отличается довольно сильно отличается от современного варианта Мантулина. Также отличается текст песни, в которой последний куплет звучит иначе:
Все покорны царской воле,
По отбою кончен спор.
Во потешном ратном поле
Поёт песню дружно хор:
Взвейтесь, соколы, орлами,
Полно горе горевать,
То ли дело под шатрами
В поле лагерем стоять!
Песня с теми же словами, но на несколько другой мотив, включена в «Сборник избранных песен для солдатского хорового пения» П. Ф. Егорова, вышедший в Екатеринославе в 1893 году.
Мелодия песни, наиболее близкая к современной, содержится в Сборнике 123-х военно-исторических песен «Боевые песни русского солдата», изданном в 1893 году в издательстве В. Березовского в Санкт-Петербурге, а также в «Сборнике боевых, бытовых и плясовых солдатских песен в 2-х частях», вышедшем в Харькове в 1888 году. Автором-составителем обоих сборников является капельмейстер 122-го пехотного Тамбовского полка поручик Г. М. Попов.

## Оценки
Черток пишет, что песня «Взвейтесь, соколы, орлами» много лет пользуется огромной популярностью среди военнослужащих, имеет «богатую историю, связанную с героизмом русского народа во время войн». Автор называет её интересной для исследователей, поскольку она используется в армии достаточно давно и имеется множество её вариантов. «Различные варианты песни с уверенностью позволяют указать на широту творческих поисков солдатских сочинителей» считает исследователь.

## В культуре
- На мелодию песни сочинены тексты песен «Славно, весело, ребята!», «Русский Царь», «В ногу Красные герои» (1924 г.)[4].
- Фраза «Взвейтесь, соколы, орлами» из начальных слов песни получила широкое распространение в культуре. Монархический публицист и общественный деятель Василий Шульгин при описании финального этапа развития Белого движения на Юге России, описывая в книге «1920 год» грабежи и насилие отступающей армии в 1920 году, насмешливо предлагал переиначить слова солдатской песни «взвейтесь, соколы, орлами» на «взвейтесь, соколы, ворами»[5]. В 1980 году в СССР вышел фильм с названием «Взвейтесь, соколы, орлами!» о трёх поколениях династии цирковых артистов.